# Injecció intradèrmica

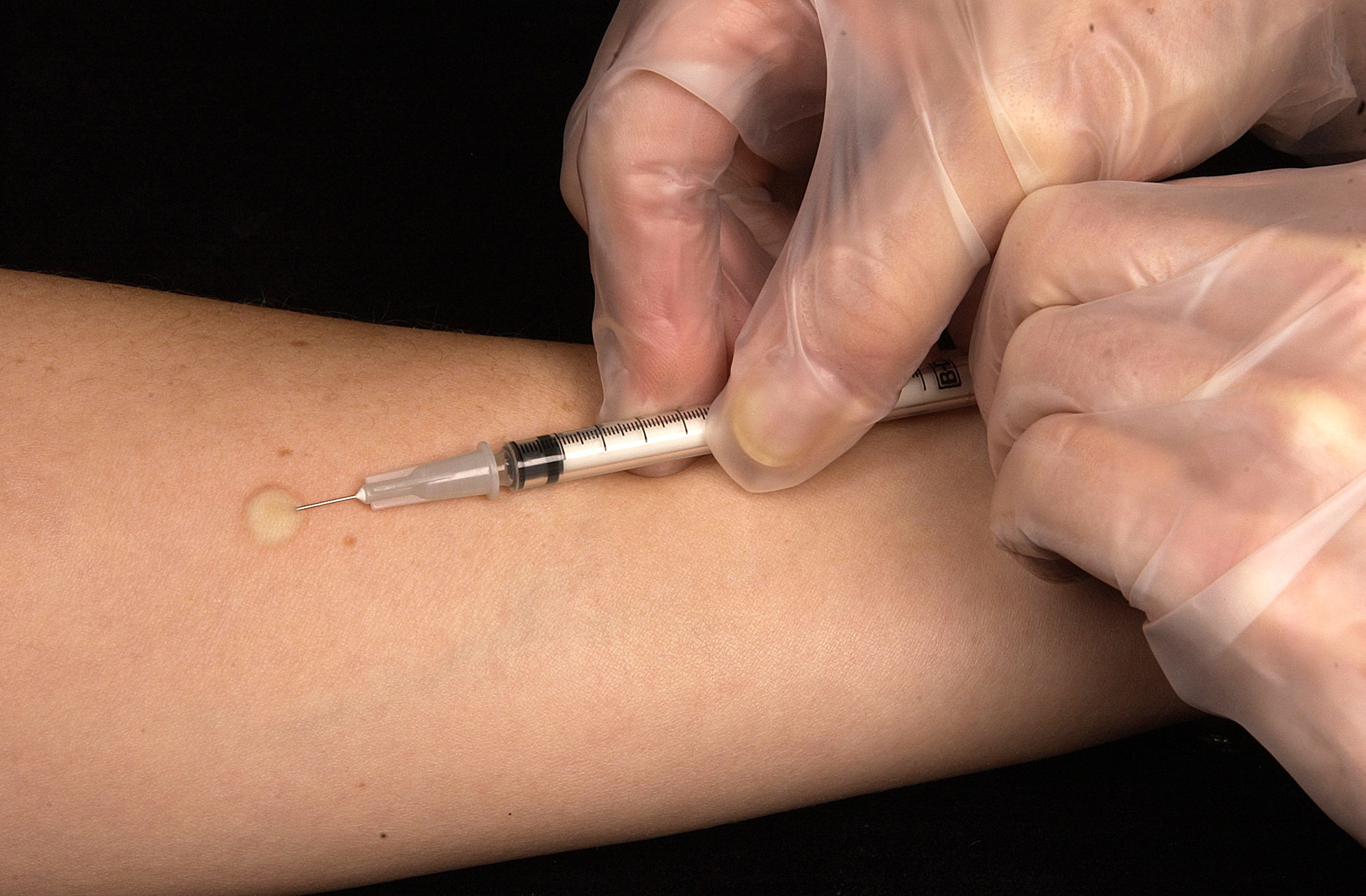
Injecció intradèrmica de tuberculina

La injecció intradèrmica (ID) és una injecció molt superficial feta en la pell, la que es troba entre l'epidermis i la hipodermis. Aquesta via és relativament rara i només s'utilitza en determinades teràpies, com la prova de la tuberculina i les proves d'al·lèrgia.